# Tore Keller
Tore Bertil Gottfrid Keller (ur. 4 stycznia 1905 w Norrköping, zm. 15 lipca 1988 tamże) – szwedzki piłkarz występujący na pozycji napastnika, reprezentant Szwecji w latach 1924–1938, brązowy medalista Igrzysk Olimpijskich 1924.

## Kariera klubowa
Całą karierę spędził w klubie z rodzinnego miasta IK Sleipner.

## Kariera reprezentacyjna
Członek szwedzkiej kadry na olimpiadę w Paryżu, gdzie Szwedzi zdobyli brązowy medal. Uczestnik mistrzostw świata w 1934 i 1938 roku. W meczu mundialu 1938 przeciwko Kubie strzelił hat tricka.

## Sukcesy
Szwecja
- brązowy medal igrzysk olimpijskich: 1924

IK Sleipner
- mistrzostwo Szwecji: 1937/38